# 네덜란드령 기아나
네덜란드령 기아나(네덜란드어: Nederlands-Guiana)는 1667년부터 1954년까지 현재의 수리남에 존재했던 네덜란드의 식민지이다.

## 역사
최초로 수리남을 탐험한 것은 스페인인들이었다. 그들은 대항해 시대를 맞아 금광을 발견하기 위해 기아나 지역을 탐색하였다. 그러나 그들은 금광을 발견하지 못하고 떠났다.
1650년대 영국인들을 필두로 네덜란드, 포르투갈, 아프리카 출신 노예들이 이주해왔다. 이후 영국-네덜란드 전쟁이 발발하고 기아나 지역을 둘러싸고 영국과 네덜란드와의 영유권 분쟁이 불붙었으나 1667년 브레다 조약을 통해 기아나 지역은 네덜란드령으로 인정받았다.
네덜란드는 수리남 지역의 영유권을 인정받고 이곳을 네덜란드령 기아나로 삼았다. 이후 나폴레옹 전쟁 시기에 네덜란드의 행정력이 약화된 틈을 타 영국이 잠시 네덜란드령 기아나를 지배하기도 하였다. 그러다 1954년 네덜란드는 수리남의 외교, 국방을 장악한 상태에서 네덜란드령 기아나를 네덜란드 왕국 헌장에 따른 네덜란드 왕국의 구성국인 수리남으로 승격시키면서, 식민지로써의 네덜란드령 기아나는 종결되었다.

## 같이 보기
- 네덜란드 서인도 회사
- 수리남 (네덜란드 왕국)